# Gelis piger
Gelis piger là một loài tò vò trong họ Ichneumonidae.